# Cheveux maillés
Le rite ou rituel des cheveux maillés, sevé mayé en créole réunionnais, en français cheveux enchevêtrés, est un rite de naissance existant à La Réunion et qui concerne les enfants d'un an passé. Il est principalement pratiqué par des membres des communautés malbars et malgaches avec cependant quelques différences. Ce rite n'existe pas tel quel dans l'hindouisme indien.

## Principe
Lorsque les cheveux d'un enfant se sont emmêlés en boule généralement après ses trois premiers mois de naissance et/ou avant ses 1 an, l'officiant doit effectuer un rituel pour satisfaire les dieux ou les esprits. Selon cette croyance, l'enfant pourrait devenir malade ou même mourir s'il était simplement peigné.

## Différences
Les mères malgaches pratiquent cette coutumes à la cascade Niagara sur les enfants lorsqu'ils n'ont que 6 mois. Les cheveux sont jetés à la rivière ou à la mer.
Chez les Malbars ou Tamouls, ce sont généralement les prêtres qui le pratiquent sur les enfants âgés d'un an passé, souvent au sein de leurs temples. Les cheveux ainsi coupés peuvent être différemment dispersés; de plus selon les familles il est possible qu'un membre de celle-ci effectue ce rituel. 